# 眼鏡蛇 (前衛運動)
眼鏡蛇（COBRA）是1948年至1951年期間欧洲境內出現的一種前卫艺术运动。COBRA這一名称由克利斯汀·多托蒙所起，它分別指代的是哥本哈根(Co)、布鲁塞尔(Br)以及阿姆斯特丹(A)。

## 歷史
第二次世界大戰佔領期間，荷蘭與境外的藝術界斷絕了聯繫。眼鏡蛇於不久後成立。這場由實驗性創作的藝術家組成的國際運動，源自於對西方社會的批判，以及擺脫既有藝術運動（包括「令人厭惡的」自然主義和「枯燥乏味的」抽象主義）的共同願望。實驗象徵無拘無束的自由，而根據康斯坦特的說法，這種自由最終體現在兒童及其表達方式上。
1948年11月8日，卡雷爾·阿佩爾、康斯坦特、高乃依、克里斯蒂安·多特蒙、阿斯格·約恩和約瑟夫·諾瓦雷在巴黎聖母院咖啡館成立了眼鏡蛇，並簽署了一份由多特蒙起草的宣言《La cause était entendue》。這些藝術家秉持著色彩和形式完全自由的統一原則，對超現實主義深惡痛絕，同時對馬克思主義和現代主義也抱持共同的興趣。
該團體由荷蘭團體Reflex、丹麥團體Høst和比利時革命超現實主義團體合併而成，雖然只存在了幾年，但卻在這段時間裡實現了諸多目標：期刊《眼鏡蛇》（Cobra）、一系列名為“Peintures-Mot”的合作作品以及兩次大型展覽。其中第一次展覽於 1949 年 11 月在阿姆斯特丹市立博物館舉行，另一次於 1951年在列日美術宮舉行。
該團體因擁有黑人藝術家成員而聞名歐內斯特·曼科巴（Ernest Mancoba），他與丹麥雕塑家Sonja Ferlov Mancoba結為伉儷，後者是該運動中少數活躍的女性之一。